# Estátua de roca

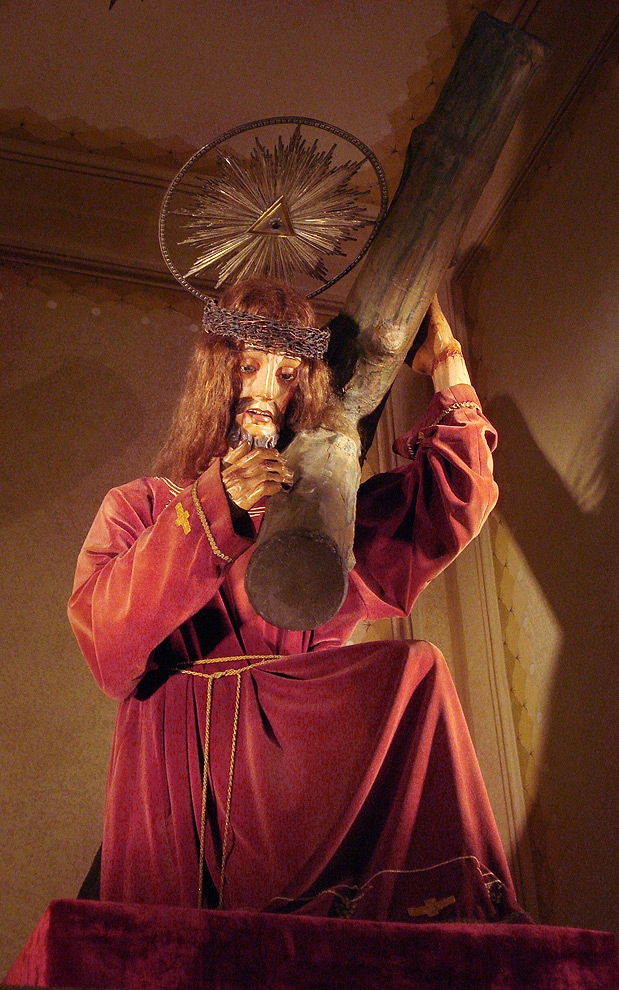
Via crucis, estátua de roca nella cappella di Nostro Signore dos Passos, Porto Alegre.

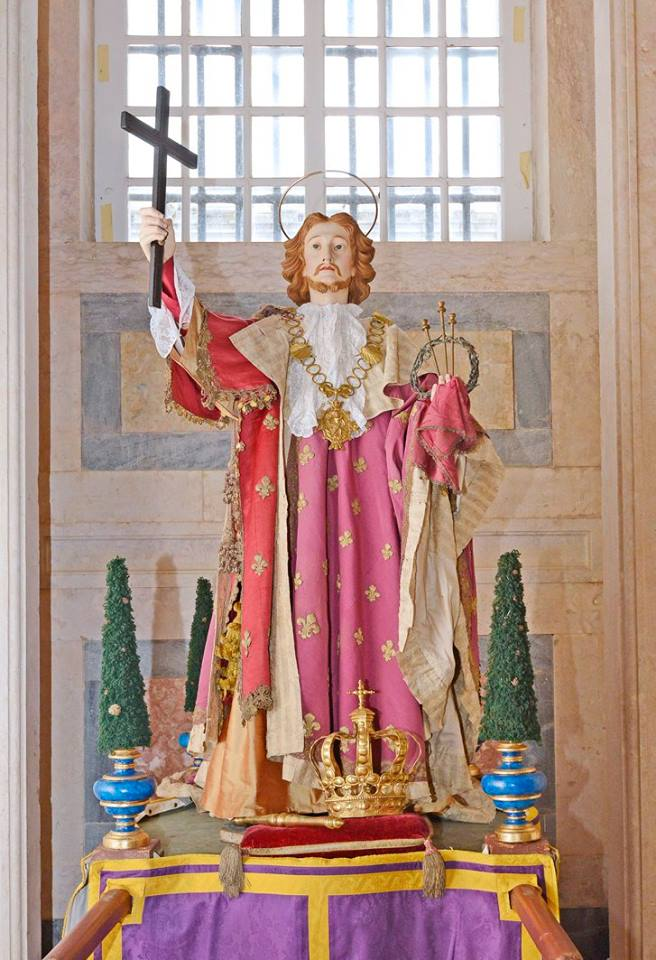
Estátua de roca che rappresenta San Luigi re di Francia, Reale e Venerabile Confraternita del Santissimo Sacramento di Mafra.

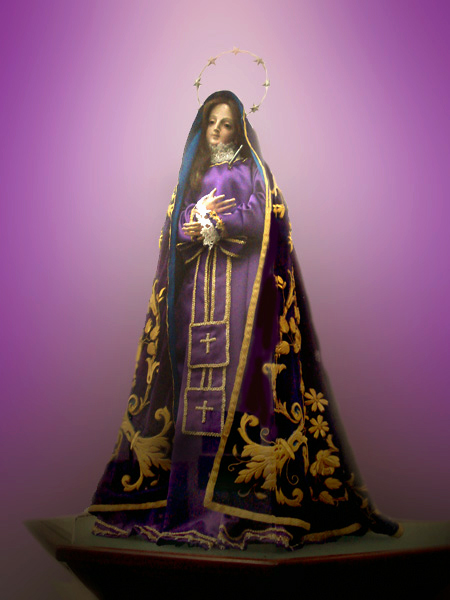
Nostra Signora dei Dolori con la spada nel cuore, chiesa di Nostra Signora dei Dolori, Porto Alegre.

L'espressione portoghese estátua de roca (o imagem de roca) designa una tipologia di immagini sacre destinate a essere portate in processione e vestite con abiti in tessuto. Questo genere di immagini acquisì considerevole importanza nel culto cattolico specialmente nella Penisola iberica e in America Latina durante il periodo barocco e si protrasse fino alla metà del XIX secolo.

## Origini e caratteristiche
Il culto dei santi ricevette una rinnovata accoglienza nella Chiesa cattolica dopo il Concilio di Trento, che confermò la validità di questa pratica. Le immagini avevano come fine quello di suscitare i sentimenti dei fedeli verso le cose celesti, in cui i santi sono mediatori tra il devoto e la divinità. Attraverso una supplica rivolta al santo raffigurato, il fedele può ricevere grazie da Dio per intercessione del santo stesso. San Giovanni della Croce affermava che esiste una relazione reciproca fra Dio e i fedeli, che era mediata dalle immagini.
La statuaria, quindi, faceva parte di un insieme di strumenti utilizzati dalla Chiesa cattolica per presentare ai fedeli le figure da venerare e proporle alla loro meditazione spirituale, e di questo apparato faceva parte anche la costruzione di scenari nei quali erano ambientate le statue, in una concezione veramente scenografica sistematizzata dal gesuita Franz Lang (1645-1725) nella sua Dissertatio de actione scenica. Come conseguenza di questo obiettivo mimetico, in cui si voleva raggiungere tutto il realismo possibile, le immagini furono costruite con arti snodabili, perché potessero assumere una gestualità efficace ed evocativa, variabile secondo l'azione scenica, erano rivestite di abiti come quelli delle persone, e venivano dipinte in colorazioni che le facessero assomigliare alla carne umana. Come effetti di maggiore illusione gli occhi potevano essere di vetro o di cristallo, i capelli potevano essere naturali, le lacrime di resina brillante, i denti e le unghie d'avorio o di osso, e la preziosità del sangue delle piaghe dei martiri e del Cristo flagellato poteva essere sottolineata con l'applicazione di rubinis.
La drammaticità delle scene si accentuò con il tempo, e le statue assunsero fattezze di impressionante realismo, essendo causa di frequenti pianti fra il popolo che assisteva ai drammi sacri. San Giovanni d'Ávila nel 1556 già metteva in luce il ruolo evocativo fondamentale esercitato dalle statue della Madonna Addolorata nelle rappresentazioni devozionali, con le spade che le trapassavano il cuore.
In verità l'uso del teatro per rappresentazioni sacre non era un'invenzione dei gesuiti della Controriforma, ma era molto diffuso già dal Medioevo. Tuttavia, nel periodo barocco, con la sua predilezione per i marcati contrasti emotivi e con la tendenza alla sinestesia della sua arte, e anche con la codificazione di Lang basata sulle istruzioni degli Esercizi spirituali di Ignazio di Loyola (1548), il sistema ebbe larga diffusione e incontrò una viva accettazione fra i fedeli. Si realizzò così una grande irradiazione di questa drammaticità per tutto il mondo cattolico a partire dalla Spagna, verso l'Europa centrale e le Americhe, soprattutto nelle zone di dominazione iberica.
Per favorire la partecipazione del popolo fedeli l'azione si svolgeva all'aperto, in una processione, in cui la movimentazione fisica dei fedeli lungo il percorso poteva stimolare tutta la persona, differentemente dalla contemplazione estatica di fronte a un'immagine su un altare.
A partire dalla tradizione italiana del teatro i gesuiti concepirono uno scenario tipico tanto per messinscene propriamente dette tanto per le processioni: la montagna solitaria, detta la roca, in spagnolo. Per fini pratici, perché potesse essere portata nelle vie in processione, la montagna era usualmente riassunta in una suggestione di rocce o in una grotta, costruita su carri che erano spinti lungo il percorso. A seconda dell'occasione, la grotta o le rocce potevano rappresentare il Monte Sinai, il Monte Tabor, il Monte degli Ulivi, la Grotta di Betlemme, la roccia delle Tentazioni di Cristo o altri luoghi significativi. Alcune volte lo scenario roccioso era sostituito da una quinta architettonica, specialmente in seguito all'opera di Andrea Pozzo, codificatore della prospettiva illusionistica architettonica che era sempre più largamente impiegata nella decorazione delle chiese cattoliche e in particolare in volte e cupole. Con gli stessi fini pratici, per alleggerire il peso delle macchine processionali, le immagini erano intagliate solo parzialmente, con la finitura solo per le parti a vista, come le mani, il capo e i piedi, e il resto del corpo consisteva in una semplice struttura di assi e stecche o in un'armatura poi coperta con gli abiti di tessuto.
Seguendo la tendenza iberica, in Brasile la prassi delle processioni con immagini vestite e articolate fu introdotta durante il periodo dell'Unione iberica, e si diffuse specialmente nel XVIII secolo, perdurando fino al XIX secolo. A dispetto delle prescrizioni delle Costituzioni dell'arcidiocesi di San Salvador di Bahia del 1707, che raccomandavano che le immagini di maggiore importanza fossero scolpite in modo che non necessitassero vestiti di panno, l'uso era già radicato e le prescrizioni non furono osservate. I vestiti variavano molto, e potevano essere solo un panno nero posto sopra una statua della Madonna Addolorata, per simboleggiare il suo lutto, o giungere a guardaroba completi che imitavano gli abiti usati dalla nobiltà dell'epoca, con broccati, pizzi, gioielli, nastri, sete, galloni o bordature d'oro e d'argento, velluti e fasce, nonché a raggiere, corone e diademi, il cui costo eccedeva quello della scultura nuda. Non sono rari i casi in cui un'immagine di particolare importanza o devozione disponesse di un guardaroba di molti capi differenti, ognuno adeguato a una certa festa.

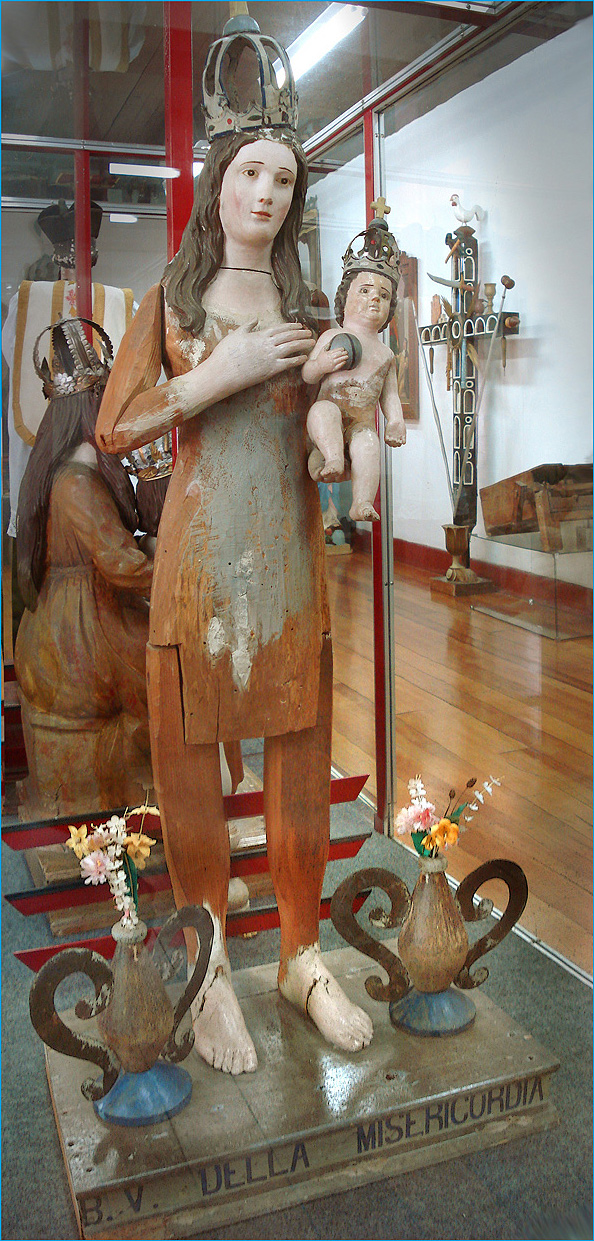
Vergine della Misericordia. Museu Municipal de Caxias do Sul.

### Tipi e denominazioni
La classificazione delle immagini non è univoca. Alcuni ricercatori come Gilka Santana e Valdete Paranhos da Silva arrivano a proporre quattro categorie per questo gruppo di immagini di fattezze varie, chiamate tutte genericamente  imagens de roca:
1. quelle che possiedono un'anatomia completa ma molto semplificata, e vestiario in tessuto;
2. quelle con anatomia parzialmente rappresentata, generalmente fino alla cintola;
3. quelle che hanno tutto il corpo di assi o di grate di legno tranne le mani, i piedi e il capo;
4. quelle con arti snodabili.

Ovviamente la classificazione non è stretta e si osserva una compenetrazione delle quattro categorie. Ciò che è più importante è la distinzione tra le vere e proprie imagens de roca, ossia quelle destinate alla partecipazione a rappresentazioni - le rocas - portate in processione, e quelle destinate semplicemente a essere vestite, chiamate anche imagens de vestir.
Alcuni autori, come João Marino, associano il termine roca con la rocca per filare, sia per l'uso della roca nella confezione del tessuto che era usato per vestire le immagini, sia a causa della somiglianza della forma di un certo tipo di fuso su cui si avvolgeva il filo, o del bastone per il ramo di cotone utilizzato per la tessitura, con le strutture tondeggianti delle stecche del corpo delle statue di rappresentazione incompleta. Fonti antiche (Rafael Bluteau, 1722) distinguono chiaramente le imagens de roca dalle imagens de vestir, ma indicano la possibilità che le imagens de roca fossero ugualmente vestite. Tutte le imagens de roca sono anche da vestire, ma non tutte le immagini da vestire sono de roca.
Con il passare del tempo, a partire dalla metà del XIX secolo, la religione e le sue espressioni mutarono gradualmente di carattere, le esagerazioni drammatiche caddero in disuso, e le imagens de roca cominciarono a perdere la loro funzione, ma ancora si possono incontrare in molti altari di chiese di epoca coloniale e occasionalmente sono portate in processioni, benché fuori dal contesto teatrale originario.